# بقرة البحر ستيلر
بقرة البحر ستيلر (الاسم العلمي: Hydrodamalis gigas ) هي سلالة منقرضة وصفها جورج فيلهلم ستيلر في عام 1741. في ذلك الوقت، تم العثور عليها فقط حول جزر كوماندر في بحر بيرنغ بين ألاسكا وروسيا؛ كان مداها أكثر اتساعًا خلال عصر البليستوسين، ومن الممكن أن يكون الحيوان والبشر قد تفاعلوا سابقًا. كان بعض البالغين منها في القرن الثامن عشر قد وصلوا إلى أوزان 8–10 طن متري (8.8–11.0 طن صغير) وأطوال تصل إلى 9 متر (30 قدم) .وهو جزءًا من رتبة ( أطومات ) Sirenia وعضوًا في عائلة (أطومات) Dugongidae ، وأقرب أقاربها على قيد الحياة، وهو الأطوم البالغ (بالإنجليزية: Dugong dugon) طوله 3 أمتار (9.8 قدم)، هي العضو الحي الوحيد. كان يحتوي على طبقة دهنية أكثر سمكًا من الأعضاء الآخرين في النظام، وهو تكيف مع المياه الباردة لبيئتها. كان ذيله متشعبًا، مثل ذيل الحيتان أو أبقار البحر. بسبب افتقارها للأسنان الحقيقية، كان لديها مجموعة من الشعيرات البيضاء على شفتها العليا ولوحين كيراتينيين داخل فمها للمضغ. يتغذى بشكل أساسي على عشب البحر، ويتواصل بالتنهدات والأصوات الشخير. وتشير الدلائل إلى أنه كان بزوجة واحدة وحيوان اجتماعي يعيش في مجموعات عائلية صغيرة ورفع شبابها، على غرار العرائس الحديثة.
سميت بقرة ستيلر البحرية على اسم جورج فيلهلم ستيلر، الذي واجهها لأول مرة في الرحلة الاستكشافية الشمالية الكبرى لفيتوس بيرينغ عندما غرق الطاقم في جزيرة بيرينغ. يأتي الكثير مما يُعرف عن سلوكها من ملاحظات ستيلر على الجزيرة، والتي تم توثيقها في كتابه بعد وفاته بعنوان (على وحوش البحر - On the Beasts of the Sea) . في غضون 27 عامًا من اكتشافها من قبل الأوروبيين، تم اصطياد الثدييات البطيئة الحركة والتي يسهل اصطيادها للانقراض بسبب لحومها ودهنها وجلدها.

## وصف

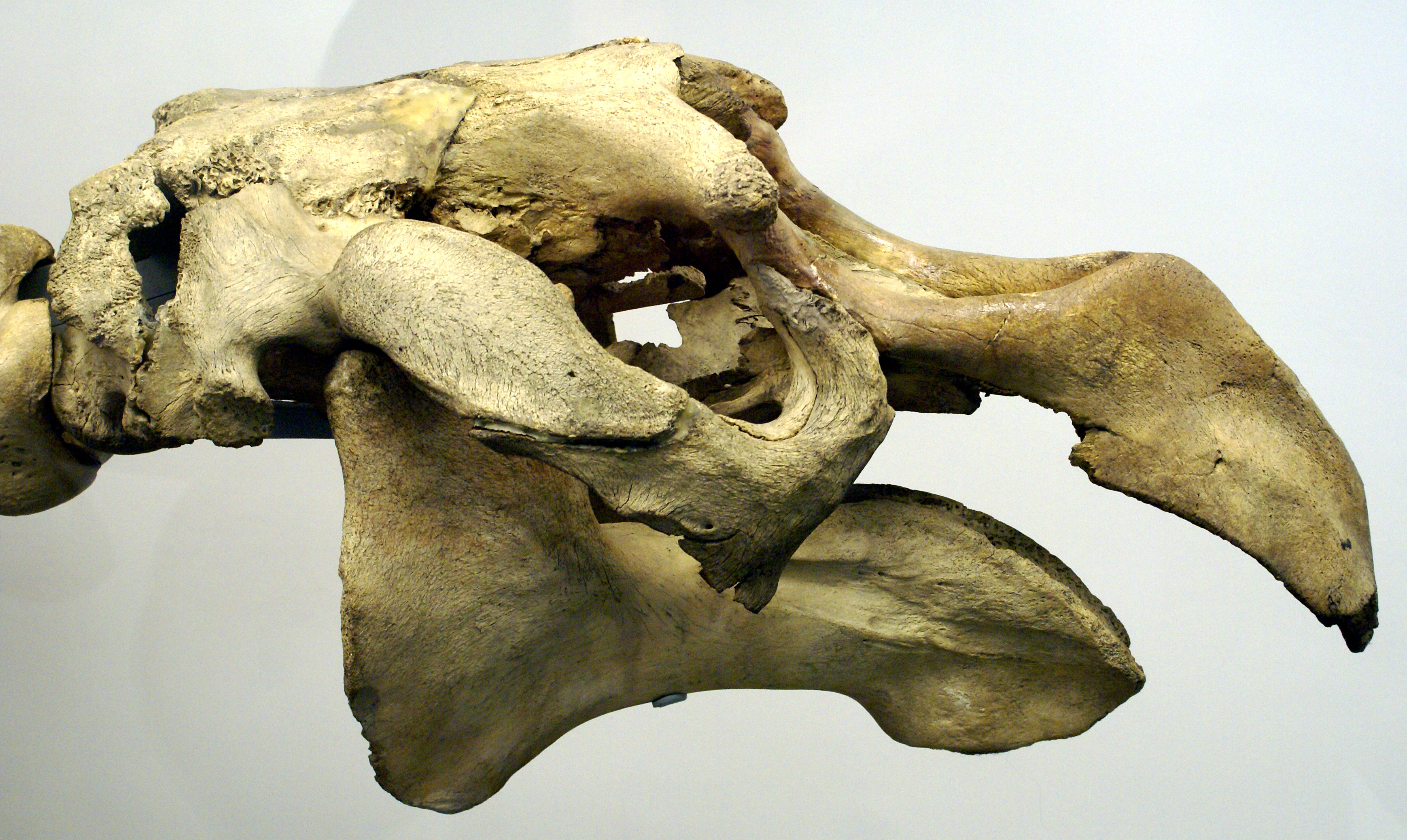
جمجمة بقرة بحر ستيلر ، متحف التاريخ الطبيعي في لندن

نمت أبقار البحر ستيلر لتصبح بطول 8 إلى 9 أمتار (26 إلى 30 قدمًا) مثل البالغين، وهي أكبر بكثير من أبقار الإنذار الموجودة. تحتوي كتابات جورج ستيلر على تقديرين متناقضين للوزن: 4 و 24.3 طن متري (4.4 و 26.8 طن صغير) . ومن المقدر أن تقع القيمة الحقيقية بين هذه الأرقام بحوالي 8–10 طن متري (8.8–11.0 طن صغير). جعل هذا الحجم بقرة البحر واحدة من أكبر الثدييات في عصر الهولوسين، جنبًا إلى جنب مع الحيتان،  ومن المحتمل أن يكون تكيفًا لتقليل نسبة مساحة سطحها إلى الحجم والحفاظ على الحرارة.
على عكس أبقار الإنذار الأخرى، كانت بقرة البحر ستيلر قادرة على الطفو بشكل إيجابي، مما يعني أنها لم تكن قادرة على الغطس تمامًا. كان لها قشرة خارجية سميكة جدا، 2.5 سنتيمتر (1 بوصة) ، لمنع الإصابة من الصخور الحادة والجليد وربما لمنع الجلد غير المغمور من الجفاف. كان شحم بسمك بقرة البحر 8–10 سنتيمتر (3–4 بوصة) ، وهو تكيف آخر مع المناخ المتجمد لبحر بيرينغ. كان جلده أسود بني اللون، مع وجود بقع بيضاء على بعض الأفراد. كانت ناعمة على طول ظهرها وخشنة على جانبيها، مع انخفاضات تشبه الحفرة على الأرجح بسبب الطفيليات. أدى هذا النسيج الخشن إلى أن يطلق على الحيوان لقب «حيوان اللحاء». كان الشعر على جسدها متناثرًا، لكن دواخل زعانف بقرة البحر كانت مغطاة بشعيرات. كانت الأطراف الأمامية حوالي 67 سنتيمتر (26 بوصة) طويلة، وكان الذيل مثقوبًا.
كان رأس بقرة البحر صغيرًا وقصيرًا مقارنة بجسدها الضخم. كانت الشفة العلوية للحيوان كبيرة وعريضة، وتمتد إلى ما بعد الفك السفلي لدرجة أن الفم يبدو أنه يقع تحت الجمجمة. على عكس ابقار الإنذار الأخرى، كانت بقرة البحر ستيلر بلا أسنان وبدلاً من ذلك كان بها مجموعة كثيفة من الشعيرات البيضاء المتشابكة على شفتها العليا. كانت الشعيرات حوالي 1.5 بوصة (3.8 سـم) وتستخدم في تمزيق سيقان الأعشاب البحرية وحمل الطعام. كان لبقرة البحر أيضًا صفيحتان كيراتينيتان تقعان على حنكها وفكها السفلي وتستخدمان للمضغ. ووفقًا لستيلر، فإن هذه الصفائح (أو «ضمادات المضغ») كانت متماسكة معًا بواسطة الحليمات بين الأسنان، وهي جزء من اللثة، وتحتوي على العديد من الثقوب الصغيرة التي تحتوي على الأعصاب والشرايين.

## التصنيف

### علم تطور السلالات
كانت بقرة البحر ستيلر عضوًا في جنس (Hydrodamalis - هيدروداماليس) ، وهي مجموعة من ابقار الإنذار الكبيرة، وكانت أختها من (فئة Dusisiren - دوسيسيرين). مثل تلك الموجودة في بقرة البحر ستيلر، عاش أسلاف (Dusisiren - دوسيسيرين) في غابات المنغروف الاستوائية قبل التكيف مع المناخ البارد في شمال المحيط الهادئ. تم تصنف (Hydrodamalis - هدرودامليس) و (Dusisiren - دوسّيسرين) معا في (فصيلة Hydrodamalinae - هدرودمّينا)،  والتي تباعدت عن ابقار الإنذار الأخرى حوالي 4 إلى 8 م.س. تعد بقرة البحر ستيلر أحد أفراد عائلة (Dugongidae - دوغونجا)، والعضو الوحيد الباقي على قيد الحياة، وبالتالي أقرب أقرباء بقرة البحر ستيلر، هو الأطوم (دوغونج دوغون - Dugong dugon).
كانت بقرة البحر ستيلر سليلًا مباشرًا لبقرة كويستا البحرية (H. cuestae)،  وهي بقرة بحر استوائية منقرضة عاشت قبالة سواحل غرب أمريكا الشمالية، وخاصة كاليفورنيا. يُعتقد أن بقرة كويستا البحرية قد انقرضت بسبب بداية التجلد الرباعي والتبريد اللاحق للمحيطات. مات العديد من السكان، لكن سلالة بقرة البحر ستيلر كانت قادرة على التكيف مع درجات الحرارة الباردة. يعتقد بعض الباحثين أن بقرة بحر تاكيكاوا (H. spissa) في اليابان مرادفة تصنيفية لبقرة البحر كويستا، ولكن استنادًا إلى المقارنة بين الأبقار الداخلية، فإن أبقار تاكيكاوا وستلر البحرية مشتقة أكثر من بقرة كويستا البحرية. وقد دفع هذا البعض إلى الاعتقاد بأن بقرة بحر تاكيكاوا هي نوع خاص بها. تميز تطور جنس (Hydrodamalis - الهيددراماليز) بزيادة الحجم وفقدان الأسنان ووالزلال، كرد فعل لبداية التجلد الرباعي.

## علم البيئة والسلوك

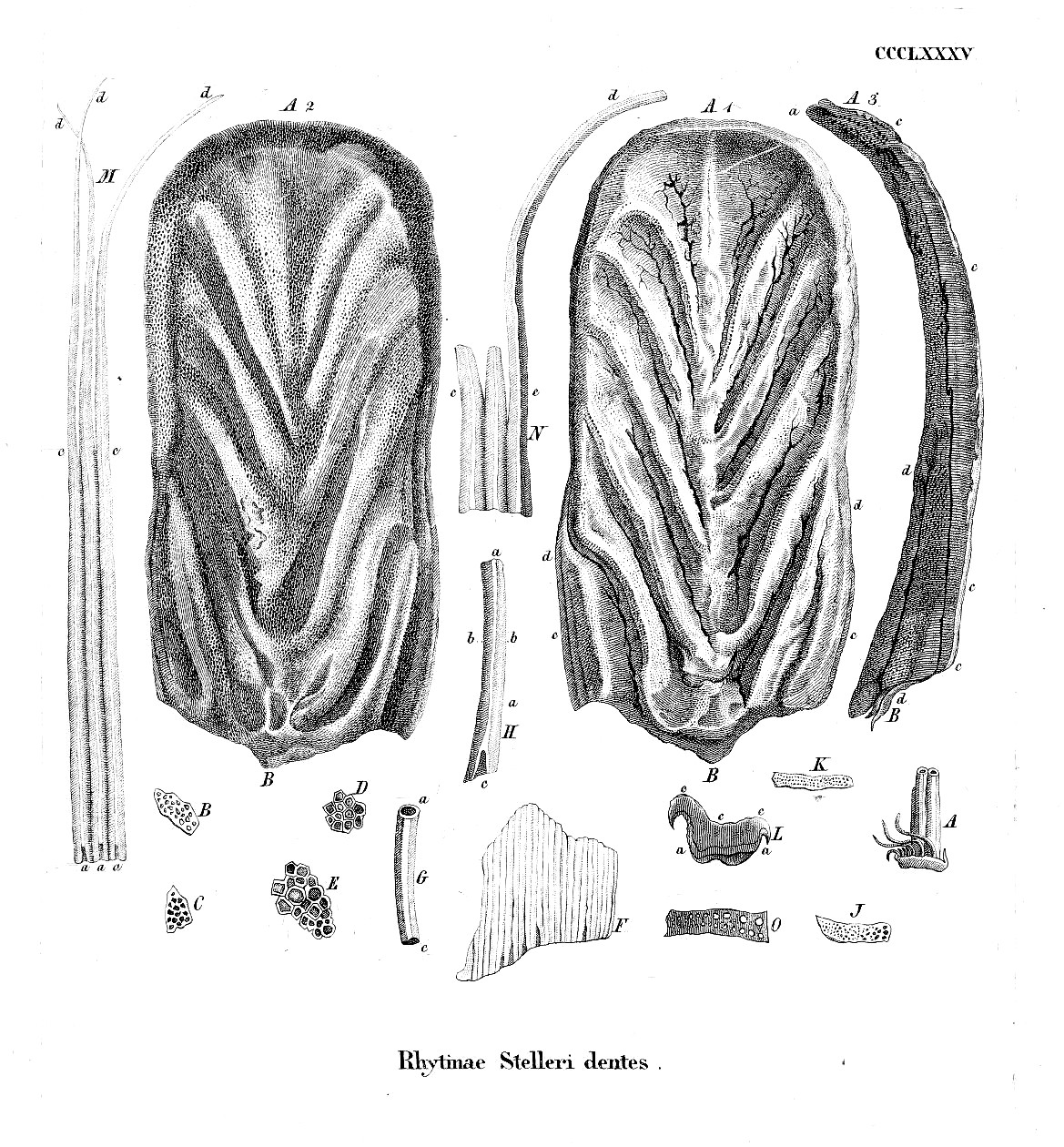
رسوم توضيحية لأسنان بقرة البحر ستيلر بقلم يوهان كريستيان دانيال فون شريبر ، منتصف القرن التاسع عشر

من غير المعروف ما إذا كانت بقرة البحر ستيلر لديها أي مفترسات طبيعية. ربما تم اصطياده من قبل الحيتان وأسماك القرش القاتلة، على الرغم من أن طفوها قد يجعل من الصعب على الحيتان القاتلة أن تغرق، وقد تكون غابات عشب البحر الصخرية التي تعيش فيها بقرة البحر قد ردعت أسماك القرش. وفقاً لـ (ستيلر) البالغين يحرسون الصغار من المفترسين.

## التفاعل مع البشر

### الاستخدامات
وصفت البقرة البحر ستيلر بأنها 'لذيذ' من قبل ستيلر: وقيل إن طعم اللحم مشابه لمذاق اللحم البقري، على الرغم من أنه أكثر صلابة واحمرارًا ويحتاج إلى طهي أطول. كان اللحم وفيرأ على الحيوان، وبطيئاً في الإفساد، وربما يرجع ذلك إلى ارتفاع كمية الملح في النظام الغذائي للحيوان بشكل فعال علاج ذلك. يمكن استخدام الدهوان للطبخ وكزيت مصباح عديم الرائحة. شرب طاقم القديس بطرس الدهن في أكواب ووصفها ستيلر بأنها طعمها مثل زيت اللوز. يمكن شرب الحليب السميك الحلو لإناث أبقار البحر أو تحويله إلى زبدة،  ويمكن استخدام الجلود السميكة والجلدية في صناعة الملابس، مثل الأحذية والأحزمة، والقوارب الجلدية الكبيرة التي تسمى أحيانًا البيدركة أو الأومياك.
قرب نهاية القرن التاسع عشر، كانت العظام والحفريات من الحيوانات المنقرضة ذات قيمة عالية وغالبًا ما تباع إلى المتاحف بأسعار مرتفعة. تم جمع معظمها خلال هذا الوقت، مما حد من التجارة بعد عام 1900. لا يزال بعضها يباع تجاريًا، حيث أن العظم القشري عالي الكثافة مناسب تمامًا لصنع أشياء مثل مقابض السكاكين والمنحوتات الزخرفية. نظرًا لأن بقرة البحر انقرضت، فإن المنتجات الحرفية الأصلية المصنوعة في ألاسكا من «حورية البحر العاجية» تعتبر قانونية للبيع في الولايات المتحدة ولا تقع ضمن اختصاص قانون حماية الثدييات البحرية (MMPA) أو اتفاقية التجارة الدولية في الأنواع المهددة بالانقراض من الحيوانات والنباتات البرية (CITES)، والتي تقيد تجارة منتجات الثدييات البحرية. على الرغم من أن التوزيع قانوني، إلا أن بيع العظام غير المتحجرة محظور عمومًا ويتم تنظيم التجارة في المنتجات المصنوعة من العظام لأن بعض المواد من غير المرجح أن تكون أصلية وربما تأتي من الحيتانيات في القطب الشمالي.
كانت عالمة الإثنوغرافيا (إليزابيث بورفيريفنا أورلوفا - Elizabeth Porfirevna Orlova)، من المتحف الروسي للإثنوغرافيا، تعمل في (جزيرة القائد ألتوس - Commander Island Aleuts) من أغسطس إلى سبتمبر 1961. وتتضمن أبحاثها ملاحظات حول لعبة الدقة تسمى (kakan - كاكان) وتعني «الحجارة» والتي يتم لعبها مع عظام بقرة البحر ستيلر. عادة ما يتم لعب كاكان في المنزل بين البالغين أثناء الطقس السيئ.

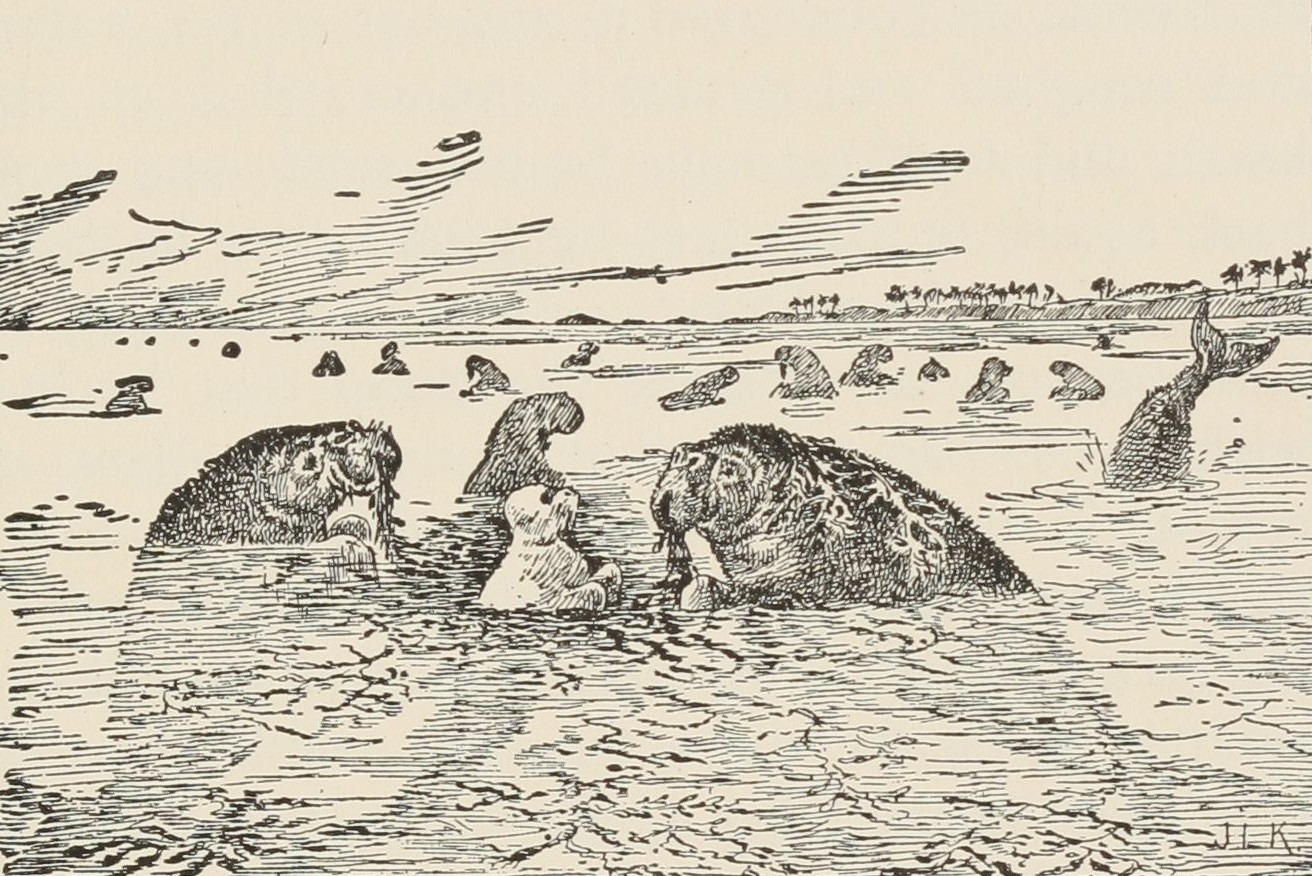
كوتيك الختم الأبيض يتحدث إلى أبقار البحر في كتاب الأدغال لروديارد كيبلينج (1895)

### في الإعلام والفلكلور
- في قصة The White Seal from The Jungle Book من تأليف (Rudyard Kipling - روديارد كيبلينغ)، والتي تدور أحداثها في بحر بيرنغ، يستشير كوتيك الختم الأبيض النادر بقرة البحر خلال رحلته للعثور على منزل جديد.[19][20]
- فيلم (Tales of a Sea Cow - حكايات من بقرة البحر) هو فيلم وثائقي للفنان الأيسلندي الفرنسي إتيان دو فرانس عام 2012 حول اكتشاف خيالي عام 2006 لأبقار ستيلر البحرية قبالة سواحل جرينلاند.[21] عُرض الفيلم في متاحف وجامعات فنية في أوروبا.[22][23]

- تظهر أبقار ستيلر البحرية في كتابين شعريين: (ناخ دير ناتور - Nach der Natur) عام 1995 من تأليف (وينفريد جورج سيبالد- Winfried Georg Sebald)، و (الأنواع إيفانيسنز - Species Evanescens) عام 2009 للشاعر الروسي (أندريه بروننيكوف - Andrei Bronnikov). يصور كتاب برونيكوف أحداث الرحلة الشمالية العظمى من خلال عيون ستيلر.[24] يبحث كتاب سبالد في الصراع بين الإنسان والطبيعة، بما في ذلك انقراض بقرة البحر ستيلر.[25]

## روابط خارجية

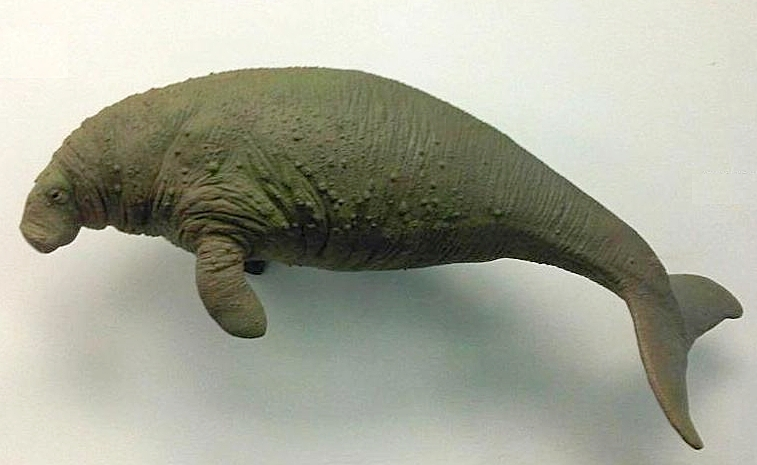
نموذج في متحف التاريخ الطبيعي في لندن

- التنوع الحيواني على الويب
- معلومات بقرة البحر ستيلر من بي بي سي
- ملخص لتاريخ البحث الذي تم إجراؤه على بقرة البحر ستيلر